# Paul Roth (Historiker)
Paul Roth (* 3. Oktober 1896 in Basel; † 7. September 1961 ebenda) war ein Schweizer Historiker und Politiker.

## Leben

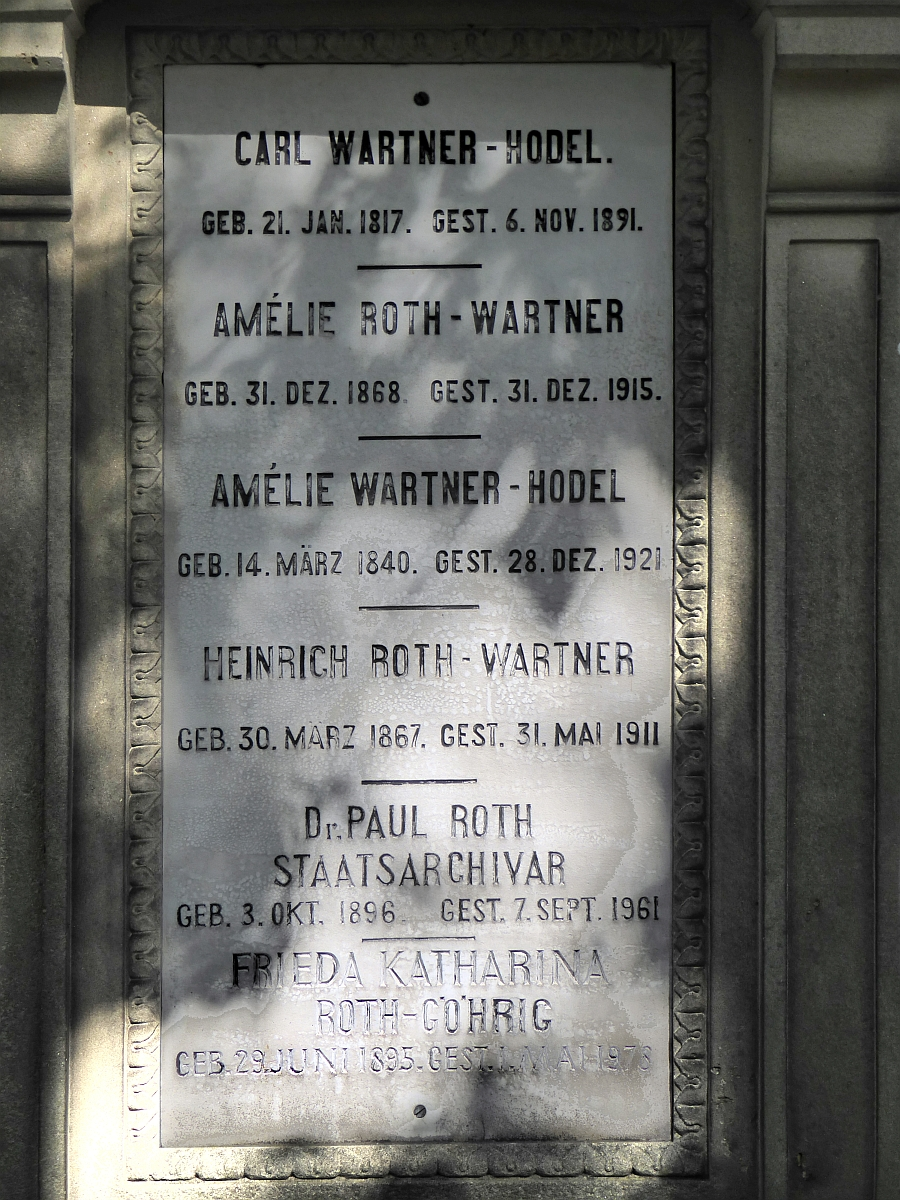
Grab, Friedhof Wolfgottesacker

Paul Roth studierte Geschichte an der Universität Basel. Nach Praktika und wissenschaftlicher Assistenzen war er von 1933 bis 1961 Staatsarchivar des Kantons Basel-Stadt. Von 1946 bis 1952 präsidierte er die Allgemeine Geschichtsforschende Gesellschaft der Schweiz.
Von 1926 bis 1932 vertrat er die Evangelische Volkspartei im Grossen Rat. 1945 wurde er Mitglied der Liberal-Demokratischen Partei, für die er von 1949 bis 1957 im Bürgerrat sass.

## Schriften (Auswahl)
- Die Organisation der Basler Landvogteien im 18. Jahrhundert. Zürich 1922 (Dissertation Basel).
- Aktensammlung zur Geschichte der Basler Reformation in den Jahren 1519 bis Anfang 1534. Bände 3–6, Basel 1937–1950 (Herausgeber).
- Durchbruch und Festsetzung der Reformation in Basel. Eine Darstellung der Politik der Stadt Basel im Jahre 1529 auf Grund der öffentlichen Akten. Basel 1942.
- Die Strassennamen der Stadt Basel. Basel 1959.